# 소데가우라역
소데가우라역(일본어: 袖ケ浦駅, そでがうらえき)은 일본 지바현 소데가우라시에 있는 철도역이다. 동일본 여객철도 우치보 선이 지나간다.

## 역 구조
섬식 1면 2선 구조의 지상역으로, 역사와 승강장은 구름다리로 이어져 있다. 기사라즈역이 관리하며, 역 업무는 JR 지바 철도 서비스가 대신 하고 있다. 자동 개찰기에서 스이카 및 제휴 교통카드의 사용이 가능하다.

### 승강장
| 1 | ■ 우치보 선 | 기사라즈 · 기미쓰 · 다테야마 · 아와카모가와 방면 |
| 2 | ■ 우치보 선 | 고이 · 소가 · 지바 · 도쿄 방면                   |

## 역세권 정보
- 소데가우라시청사
- 국도 제16호선

## 역사
- 1912년 8월 21일 - 일본국유철도의 역으로 개업하였다. 당시 역이름은 "나라하" (楢葉)였다.
- 1974년 3월 31일 - 지금의 "소데가우라"로 이름을 바꾸었다.
- 1987년 4월 1일 - 민영화에 따라 동일본 여객철도의 소속이 되었다.
- 2001년 11월 18일 - 스이카의 사용이 가능해졌다.

## 인접역
| 동일본 여객철도 우치보 선 | 동일본 여객철도 우치보 선            | 동일본 여객철도 우치보 선 |
| ------------------------- | ------------------------------------ | ------------------------- |
| 나가우라 도쿄 방면        | ■ 소부 쾌속                          | 기사라즈 기미쓰 방면      |
| 나가우라 도쿄 방면        | ■ 게이요 통근쾌속·쾌속               | 기사라즈 기미쓰 방면      |
| 나가우라 소가 방면        | ■게이요 선 각역정차 ■ 우치보 선 보통 | 이와네 아와카모가와 방면  |